# Cathédrale grecque Saint-Étienne

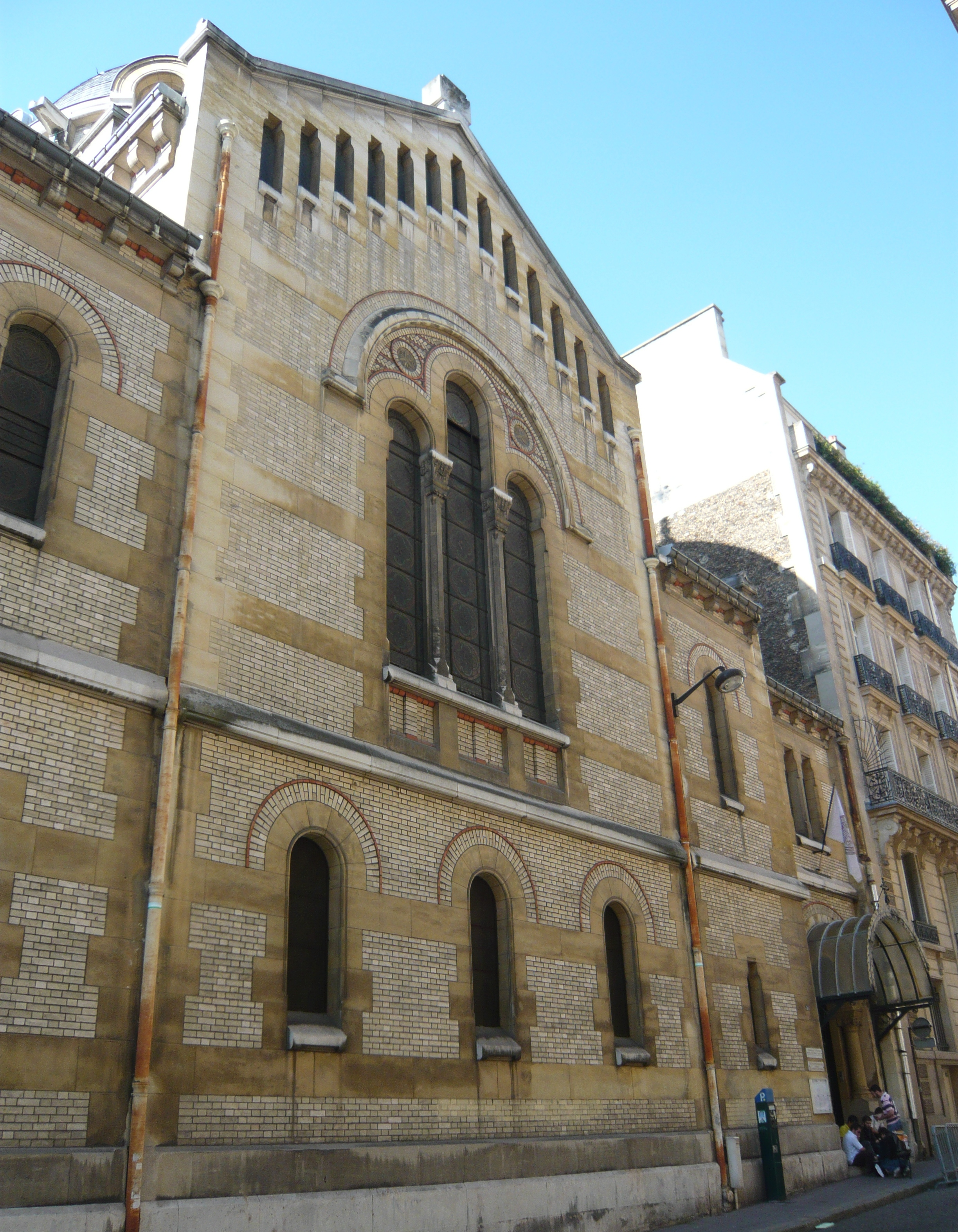
Seitenansicht der Cathédrale grecque Saint-Étienne

Die Cathédrale grecque Saint-Étienne ist die Kathedrale der griechisch-orthodoxen Metropolie Frankreichs. Die Kirche wurde auf Kosten von Demetrius Schilizzi gebaut und am 22. Dezember 1895 eingeweiht. Sie steht an der Rue Georges-Bizet 7 im 16. Arrondissement.
Dort fand am 21. März 1936 eine Trauerfeier für Eleftherios Venizelos statt, bevor sein Leichnam per Eisenbahn nach Italien und per Schiff nach Kreta gebracht wurde. Dort haben auch Édith Piaf und Théo Sarapo am 9. Oktober 1962 geheiratet. Die Trauerfeier von Maria Callas fand am 20. September 1977 in der Kathedrale statt.